# Balle à la main
Pour les articles homonymes, voir Jeu de balle.
La balle à la main est un sport collectif opposant deux équipes de sept joueurs  sur un terrain appelé ballodrome. C'est un jeu de gagne-terrain comme la longue paume qui se joue en Picardie. 
En 2012, cette pratique est inscrite à l'Inventaire du patrimoine culturel immatériel en France. 

## Le ballodrome
Le terrain (ballodrome) fait 65 m sur 12 m. Comme tous les ballodromes des jeux de gagne-terrain, on trouve sur le terrain une ligne de tir et une corde.
La corde est la ligne à dépasser au moment de la livrée qui se fait derrière la ligne de tir.

## La balle
La balle est faite avec un noyau en plomb, entouré de laine et recouverte de cuir. Le diamètre est d'environ 4,2 cm avec un poids d'environ 43 g.

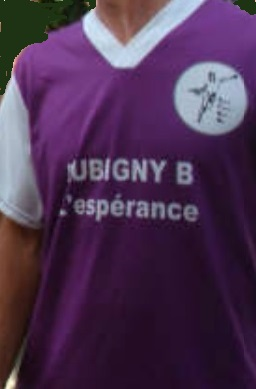
maillot de l'équipe d'Aubigny (Somme)

## Les règles
Le jeu se déroule suivant les règles des jeux de gagne-terrain avec en particulier l'utilisation des chasses.
Le jeu de balle à la main fait s'opposer deux équipes de sept joueurs (un foncier, un haute-volée, deux basses-volées, trois cordiers). Un minimum de six joueurs est obligatoire. 
On joue à main nue. Les points pour un jeu se comptent par "quinze" (15, 30, 45 et jeu), avec avantage éventuel au jeu décisif. Un match se déroule en 7 jeux
La balle « outre » est une balle livrée ou frappée au-delà du fond du camp adverse. L'équipe gagne alors quinze. 

## Région de pratique de la balle à la main
La balle à la main ne se pratique plus guère qu'en Picardie, dans quelques communes autour de Corbie et une ou deux communes du département de l'Oise.
On pratique encore en Picardie d'autres jeux de gagne-terrain :
- le ballon au poing aux environs de Doullens et d'Albert
- la longue paume dans le Santerre et à Amiens ainsi qu'à Paris.
- la balle pelote
- la balle au tamis